# Coussi
Coussi ist eine Stadt und ein Arrondissement im Departement Atlantique in Benin. Es ist eine Verwaltungseinheit, die der Gerichtsbarkeit der Kommune Toffo untersteht.

## Demografie und Verwaltung
Gemäß der Volkszählung von 2013 hatte das Arrondissement 16.395 Einwohner, davon waren 8012 männlich und 8383 weiblich.
Von den 76 Dörfern und Quartieren der Kommune Toffo entfallen zwölf auf das Arrondissement Coussi:
1. Abolou
2. Adjaho
3. Agaga
4. Agbaga
5. Agblomè
6. Ahogbèmè
7. Cassagbo
8. Dowa
9. Honli
10. Sêdéssa-Aligoudo
11. Za
12. Zimbènou